# Terminal Peak
Terminal Peak är en bergstopp i Antarktis. Den ligger i Östantarktis. Australien gör anspråk på området. Toppen på Terminal Peak är 1 920 meter över havet, eller 170 meter över den omgivande terrängen. Bredden vid basen är 1,7 km.
Terrängen runt Terminal Peak är kuperad åt nordväst, men åt sydost är den platt. Trakten är obefolkad. Det finns inga samhällen i närheten.